# میپ خیس
میپ خیس (هلندی: Miep Gies؛ ۱۵ فوریه ۱۹۰۹ – ۱۱ ژانویهٔ ۲۰۱۰) یکی از دو نفری بود که آنه فرانک و خانواده‌اش و چهار یهودی دیگر را به مدت ۲۵ ماه از نازیان مخفی کردند. بعد از دستگیری آنه فرانک، دفترچه خاطرات وی توسط میپ خیس نگه‌داری شد به امید آنکه آنه فرانک زنده بازگردد. اما اتو فرانک (پدر وی) در ژوئن ۱۹۴۵ از آشوویتز بازگشت و باتوجه به کشته شدن آنه فرانک، پدرش دفترچه خاطرات را دریافت کرد و در سال ۱۹۴۷ آن را منتشر کرد.
وی به خاطر تلاش‌هایش در نجات جان آنه فرانک و خانواده‌اش نشان درستکار در میان ملل را دریافت کرد.